# Zbyněk Finger
Zbyněk Finger (* 22. září 1960) je bývalý český fotbalista, záložník. Po skončení aktivní kariéry trénuje na regionální úrovni. Jeho bratr Jiří Finger je také bývalý ligový fotbalista Hradce Králové.

## Začátek kariéry
Odchovanec SK Sparta Úpice. V dorostu přestoupil do Spartak Hradec Králové a byl členem dorostenecké reprezentace. V československé lize nastoupil ve 2 utkáních.

## Ligová bilance
| Ročník                                   | Zápasy | Góly | Minuty | Klub                   |
| ---------------------------------------- | ------ | ---- | ------ | ---------------------- |
| 1. československá fotbalová liga 1980/81 | 2      | 0    | 118    | Spartak Hradec Králové |
| česká národní fotbalová liga 1981/82     | 1      | 0    | -      | Spartak Hradec Králové |
| V 1. LIGE CELKEM                         | 2      | 0    | 118    |                        |